# Dominilochsteg

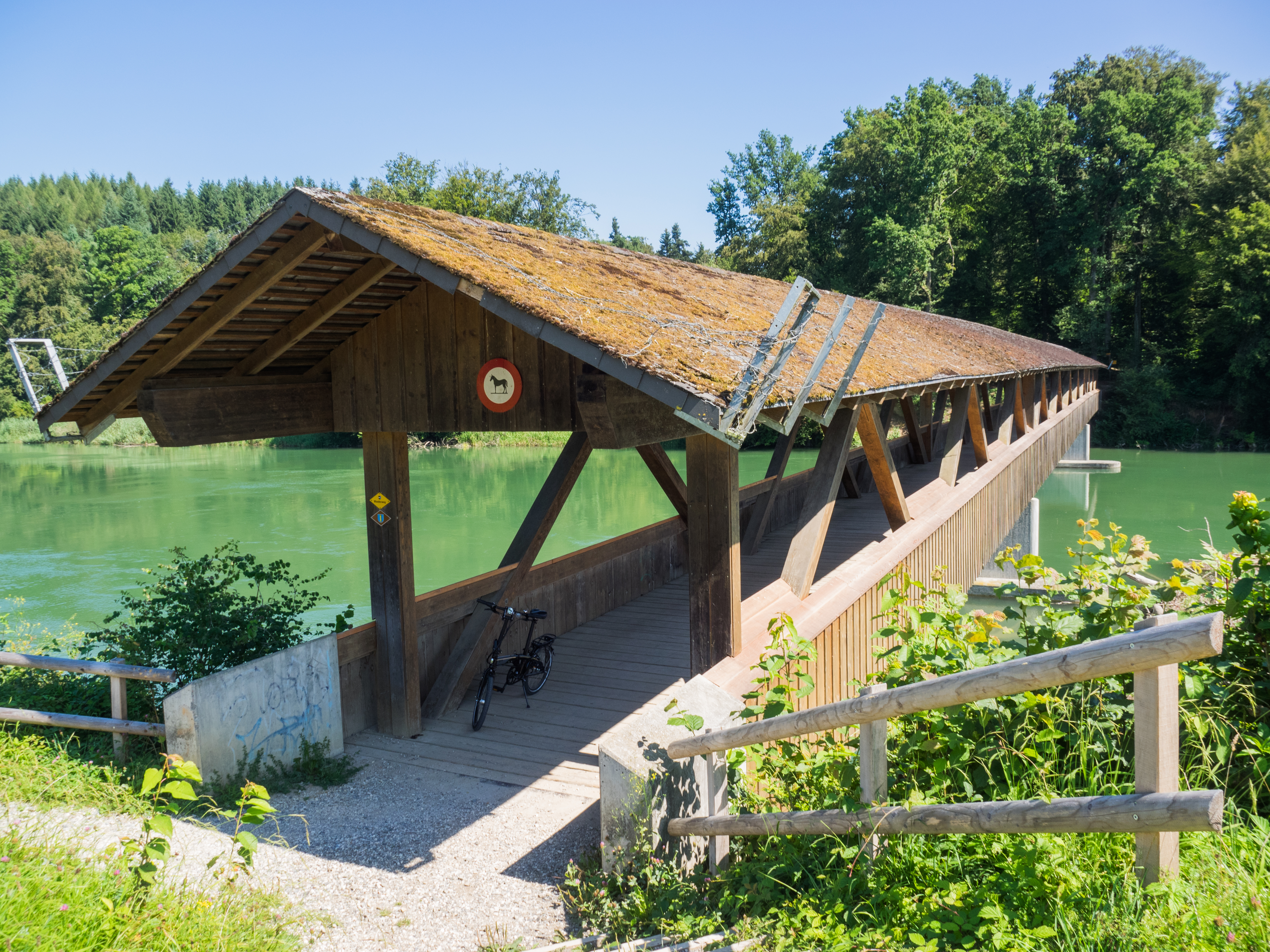
Dominilochsteg von Süden

Der Dominilochsteg ist ein Flussübergang für den Langsamverkehr über die Reuss im Kanton Aargau. Das Objekt trägt im Kunstbautenkataster des Kantons Aargau die Bauwerksnummer B‑7003.

## Lage
Die Holzbrücke steht zwischen den Gemeinden Bremgarten und Zufikon im Flusstal und überspannt das vom Kraftwerk Bremgarten-Zufikon aufgestaute Gewässer, dessen Oberfläche auf 380 m ü. M. liegt. Am linken Ufer steht nahe der Brücke das Kloster Hermetschwil, und auf der rechten Seite liegt der Emauswald, der als Eichenwaldreservat geschützt ist. Durch den Wald fliesst der Brügglibach von der Zufiker Allmend zur Reuss. Das vom Bach im Abhang erodierte Mündungstobel ist als «Dominiloch» bekannt.
Der Flussabschnitt liegt im Schutzgebiet «Reusslandschaft», das im Bundesinventar der Landschaften und Naturdenkmäler von nationaler Bedeutung verzeichnet ist (BLN 1305).
Die Fussgänger- und Velobrücke ist der einzige Übergang über die Reuss zwischen dem Kraftwerk bei Bremgarten und der Reussbrücke Rottenschwil–Unterlunkhofen. Über die Brücke verläuft auch eine Etappe des Freiämterwegs.

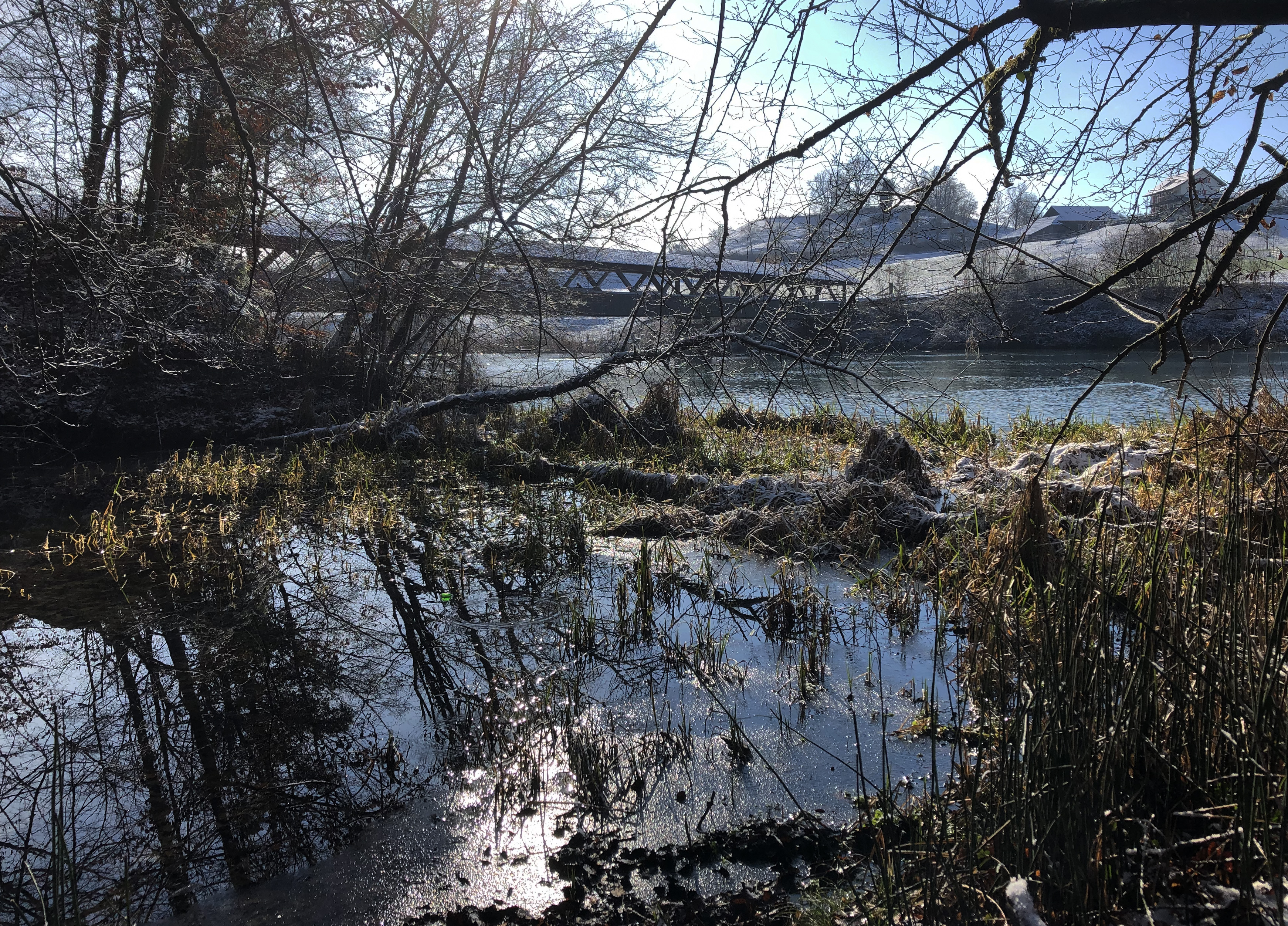
Der Dominilochsteg von der Mündung des Brügglibachs aus gesehen

## Geschichte
Über dem markanten Einschnitt des Brügglibachs steht ein historischer Grenzstein aus dem 15. Jahrhundert, und in der Nähe befinden sich die Ruinen einer ehemaligen Kapelle, die nahe bei einer Fähre stand. Einen Kilometer flussaufwärts befand sich später beim «Geisshof» eine neuere Fähre über die Reuss.
1979 baute eine militärische Sappeureinheit beim Dominiloch die erste Holzbrücke, die bei einem Hochwasser 1984 wieder einstürzte.
1988 wurde die neue gedeckte Brücke errichtet, die aus Fichtenholz besteht und auf Betonpfeilern ruht. Deren Fundamente mussten neun Meter tief in den Lehmboden im Flussgrund gerammt werden. Bei der Wahl der neuen Brückenkonstruktion erreichte die für den Landschaftsschutz zuständige Stiftung Reusstal, dass man sich für eine gedeckte Holzbrücke entschied. Die Brücke mit einer Länge von 92,4 Metern besteht aus einem Holzfachwerk mit BSB-Trägern, die mit Stahlplatten verbunden sind. Das Satteldach ist mit Eternitschiefer gedeckt. Die drei im Montagewerk vorfabrizierten Brückenteile wurden auf der Strasse nach Hermetschwil transportiert und dort oberhalb der Brückenstelle auf einen Ponton auf der Reuss umgeladen. Die schwimmende Plattform wurde an Stahlseilen über den Fluss herangeführt, und am vorgesehenen Standort hob ein Schwimmkran die Brückenelemente auf die Flusspfeiler.
Die Kosten von 1,05 Millionen Franken trug zur Hälfte der Kanton Aargau, während die Gemeinden der Region und der Regionalplanungsverband die andere Hälfte beisteuerten.
1989 erhielt die Konstruktion der Dominilochbrücke den «Freiämter Holzpreis» zugesprochen.
Wegen der schmalen Zugangswege am linken Flussufer bestand jahrelang ein Konflikt zwischen Fussgängern und Radfahrern. Mit der Verbreiterung des Uferwegs in diesem Bereich und einer neuen Zufahrt wurden die Verkehrsverhältnisse 2021 entschärft.